# Collioure (AOC)
Pour l’article homonyme, voir Collioure.
Le collioure est un vin d'appellation d'origine contrôlée produit dans un vignoble de 330 hectares sur les communes de Banyuls-sur-Mer, Cerbère, Collioure et Port-Vendres dans les Pyrénées-Orientales.

## Histoire

### Antiquité
Fondée par les Phéniciens pendant le VIe siècle av. J.-C., Port-Vendres fut le premier port de commerce du Roussillon, utilisé pour relier le monde occidental au monde oriental. Sur l’une des falaises, les Grecs élevèrent un temple à Vénus, datant du VIIe siècle av. J.-C., identique à tous ceux qu'ils possédaient en Grèce, au bord des flots. Vénus, qui venait d'émigrer aux grèves de la Gaule, devint la Vénus pyrénéenne, hommage rendu aux habitants qui peuplaient le versant nord de ces montagnes.

### Moyen Âge
La cité de Banyuls est dénommée Bannils de Maritimo en 1074. L'organisation du vignoble, implanté par les Grecs et Phéniciens, va être radicalement modifiée, au cours du Moyen Âge, par les Templiers qui mettent en place un système de filtrage et d'écoulement des eaux pluviales qui est d'ailleurs toujours utilisé actuellement.

### Période moderne
Chaque année, les fêtes de la Saint Vincent se déroulent dans les rues de Collioure, du 14 au 18 août. Historiquement, la procession sur mer du 16 août constituait l’événement majeur des fêtes. La première eut lieu le 16 août 1701, afin de célébrer l’arrivée dans la ville des reliques de Saint Vincent. Cette célébration eut alors lieu chaque année jusqu’à l’instauration de la loi de séparation de l’Église et de l’État en 1905. Depuis 2001 (à l’occasion du tricentenaire des fêtes), la procession sur mer a lieu à nouveau ; un feu d’artifice est tiré à l’occasion.

### Période contemporaine
Les vendanges 1906 avaient été désastreuses dans tout le Roussillon. Ce qui n'empêchaient pas la chute des cours du vin. Des familles vigneronnes se heurtaient à des difficultés financières telles qu'elles ne pouvaient plus payer l'impôt. Informé, le gouvernement donna ordre de faire intervenir les huissiers. Le village de Baixas fut le premier à se révolter au début de l'année 1907.
Le 18 février, il reçut le soutien de Marcelin Albert, qui envoya un télégramme à Georges Clemenceau. Quant à Joseph Tarrius, viticulteur et pharmacien à Baixas, il fait parvenir au gouvernement une pétition signée des habitants du village. Il y est précisé que le seul impôt que les contribuables puissent encore payer est celui du sang. Alors que les défilés de protestations s'étaient multipliés dans les villes et villages, préfectures et sous-préfectures  accueillirent les manifestations viticoles. Le 19 mai, à Perpignan 170 à 200 000 personnes défilent dans la ville. La manifestation se déroule sans incidents graves,.

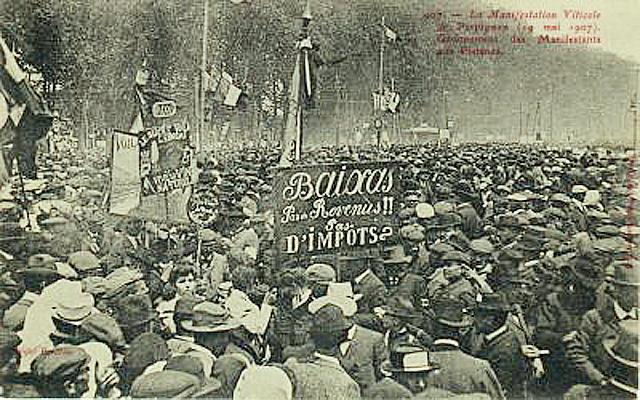
Regroupement des manifestants aux Platanes.
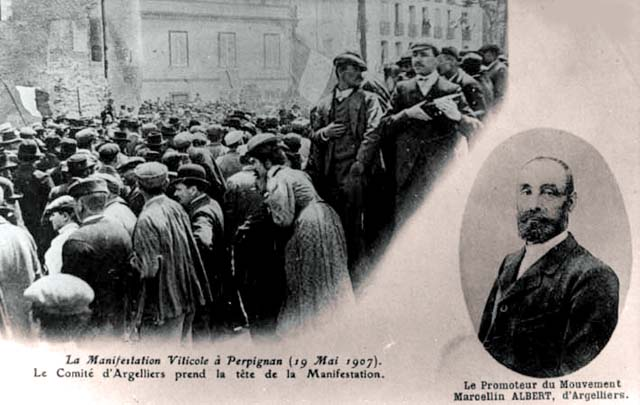
Le comité d'Argeliers prend la tête de la manifestation.
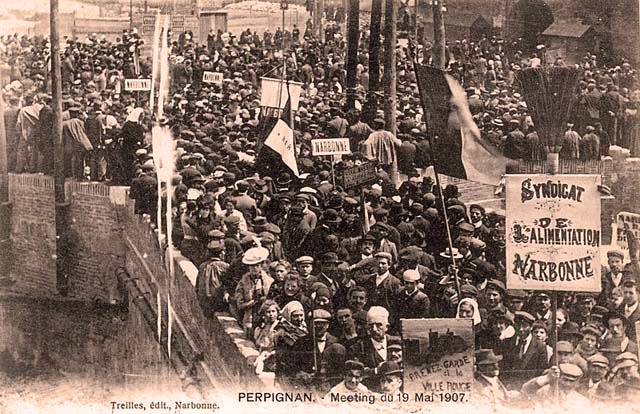
À Perpignan, les commerçants aux côtés des viticulteurs.
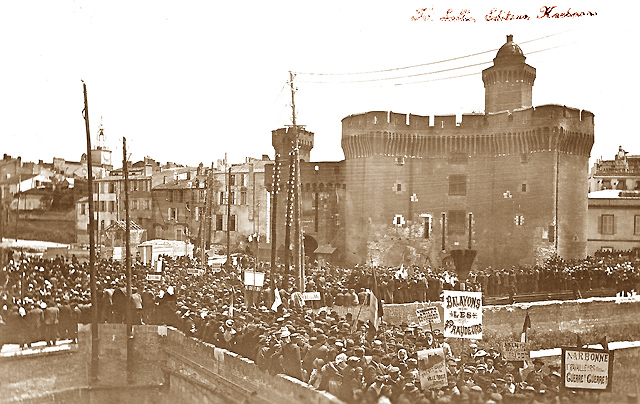
Les manifestants devant le Castillet.

Dans les départements du Gard, de l'Hérault, de l'Aude et des Pyrénées-Orientales, les conseils municipaux démissionnent collectivement - il y en aura jusqu'à 600 - certains appellent à la grève de l'impôt. La situation devient de plus en plus tendues, les viticulteurs furieux attaquent perceptions, préfectures et sous-préfectures. Le 20 juin, la tension monte encore. À Perpignan, la préfecture est pillée et incendiée. Le préfet David Dautresme doit se réfugier sur le toit.

## Climatologie
Le climat de la région de Collioure est de type méditerranéen. Les hivers y sont doux avec quatre jours de gelées par an, les étés sont souvent chauds et secs. La tramontane (Tramuntana) souffle fréquemment (un jour sur quatre ; moins depuis quelques années) et amène une certaine fraîcheur en période estivale. La température moyenne annuelle sur Perpignan est de 15,9 ℃. La température des mois les plus chauds atteint plus de 30 ℃. La plaine du Roussillon est en effet l'une des régions les plus chaudes de France. Avec plus de 300 jours d’ensoleillement par an, un vent fréquent, des pluies rares mais violentes qui permettent de ne réaliser que 3 à 4 traitements par an, les producteurs se sont engagés dans une viticulture respectueuse de son environnement.
| Mois                                       | Janv. | Fév.  | Mars  | Avr.  | Mai   | Juin  | Juil. | Août  | Sept. | Oct.  | Nov.  | Déc.  | Total année |
| ------------------------------------------ | ----- | ----- | ----- | ----- | ----- | ----- | ----- | ----- | ----- | ----- | ----- | ----- | ----------- |
| Heures moyennes d'ensoleillement           | 147,5 | 153,2 | 206,2 | 214,2 | 240,1 | 270,6 | 313,9 | 270,7 | 217,7 | 182,3 | 147,7 | 141,9 | 2506        |
| Moyennes mensuelles de précipitations (mm) | 50,6  | 44,8  | 43,5  | 55,9  | 50,1  | 28,3  | 17,1  | 32,0  | 47,3  | 89,8  | 58,6  | 54,4  | 572,4       |
| Nombre de jours de pluie ≥ 1 mm            | 5,2   | 4,7   | 4,5   | 5,9   | 5,5   | 4,1   | 3,0   | 3,9   | 4,2   | 5,1   | 5,1   | 5,3   | 56,5        |
| Nombre de jours de brouillard              | 1,2   | 0,9   | 0,9   | 0,8   | 1,1   | 0,6   | 0,6   | 0,9   | 2,4   | 2,0   | 1,3   | 1,4   | 14,1        |
| Nombre de jours d'orage                    | 0,4   | 0,2   | 0,5   | 1,2   | 2,8   | 4,3   | 4,6   | 5,2   | 3,2   | 2,3   | 0,7   | 0,5   | 23,7        |
| Nombre de jours de neige                   | 0,9   | 0,6   | 0,4   | —     | —     | —     | —     | —     | —     | —     | 0,2   | 0,4   | 2,6         |
| Nombre de jours de gel                     | 4,9   | 2,8   | 1,1   | 0     | 0     | 0     | 0     | 0     | 0     | 0     | 0,9   | 3,8   | 13,5        |
| Nombre de jours de vent ≥ 57,6 km/h        | 14,4  | 11,5  | 15,6  | 12,9  | 8,1   | 7,0   | 9,0   | 7,3   | 6,8   | 9,4   | 11,6  | 13,4  | 127         |
| Nombre de jours de vent ≥ 100,8 km/h       | 2,0   | 1,2   | 2,1   | 0,6   | 0,5   | 0,2   | 0,2   | —     | 0,1   | 0,4   | 0,7   | 2,7   | 10,7        |

## Vignoble

### Présentation
L'AOC est produite sur les communes de Banyuls-sur-Mer, Collioure, Port-Vendres et Cerbère.

### Encépagement
Ce vignoble produit des vins rouges, rosés et blanc. Les cépages principaux pour le vin rouge  sont le grenache N, le mourvèdre N et la syrah N, en complémentaire le carignan N et en accessoire le cinsault N. Pour l'élaboration du vin rosé s'ajoute en cépage complémentaire le grenache gris G. Le vin blanc assemblent en cépages principaux le grenache blanc B et le grenache gris G avec possibilité d'y adjoindre en cépages accessoires le macabeu B, la marsanne B, la roussanne B, le tourbat B et le vermentino B.

### Méthodes culturales et réglementaires

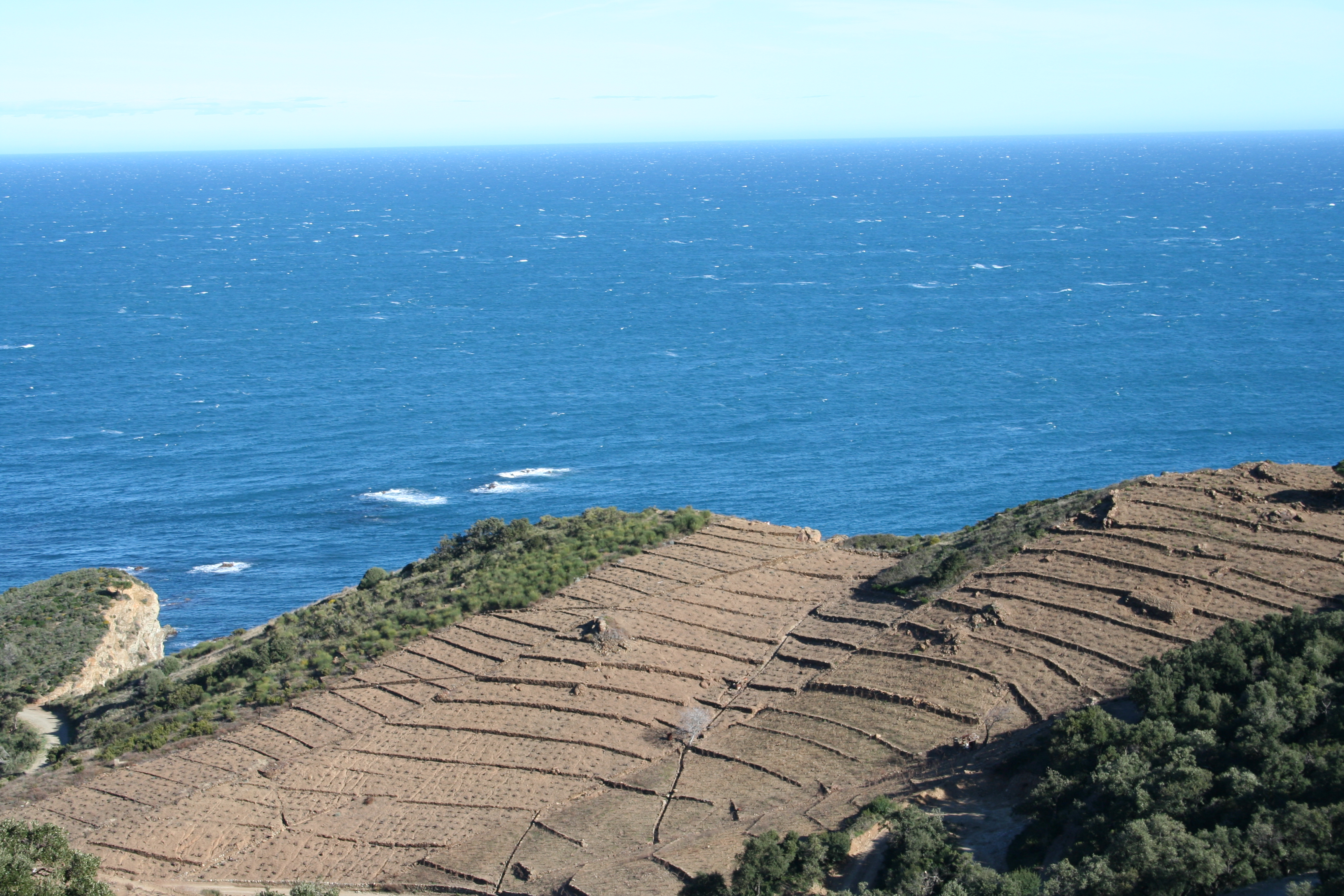
Terroir d'un vignoble de Collioure AOC

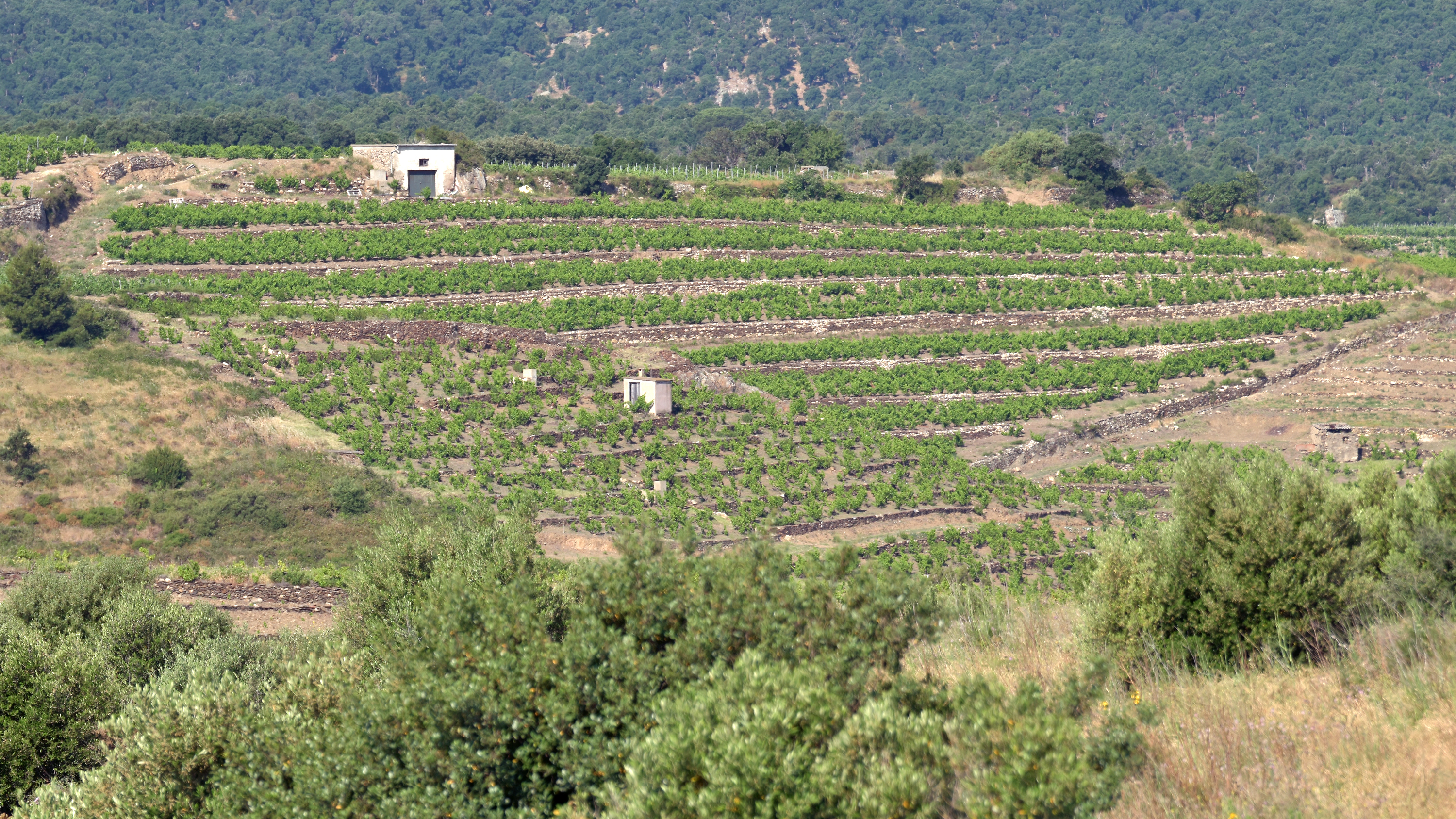
Vignoble de Collioure AOC en terrasse

Le cahier des charges de l'AOC a formalisé les traditions culturales qui prévalent dans ce vignoble depuis des générations. Les viticulteurs s'obligent à ce que leurs vignes présentent une densité minimale de 4 000 pieds à l'hectare avec un écartement entre les rangées ne peut être supérieur à 2,50 mètres. Pour les ceps plantées au carré ou en quinconce et conduites en gobelet, l'écartement ne peut dépasser 1,70 mètre.
Les vignes sont taillées en taille courte avec un maximum de 7 coursons par pied avec un maximum de 2 yeux francs. Seule la syrah N est conduite en taille Guyot simple avec un maximum de 8 yeux francs par pied. Il est obligatoire que la taille soit terminée avant le 31 mars. Le respect de ces modes de conduites permet de limiter les rendements avec une charge maximale moyenne à la parcelle fixée à 6 500 kilogrammes par hectare et inférieure ou égale à 1,6 kilogramme par cep de vigne.
De plus les viticulteurs se doivent d'entretenir les murets, terrasses et banquettes dont le rôle est de stabiliser les sols. Ceux-ci ne peuvent pas faire l'objet de modifications importantes.

### Vinification et élevage
Seule la vendange manuelle est admise pour l'AOC et celle-ci ne doit pas comporter plus de 5 % de baies abimées ou de maturité insuffisante. Sinon un tri est obligatoire soit dans le vignoble, soit à la cave. De plus, lors du transport, les baies des raisins doivent rester intactes.
Lors de la vendange, le raisin doit avoir une richesse en sucre de 195 pour le vin blanc, 198 pour le vin rosé et 207 pour le vin rouge. Potentiellement, ils doivent avoir un potentiel d'alcool de 12,0 % pour les blancs, 11,5 % pour les rosés et 12,0 % pour les rouges. Le rendement est de 40 hectolitres à l'hectare.
Pour la vinification,il est obligatoire que la cave soit équipée d'un matériel permettant la maîtrise des températures pour l'élaboration des rosés et des blancs. En outre les rouges font l'objet d'un élevage jusqu'au 15 mai suivant la récolte, les blancs jusqu'au 15 février.

### Terroir et vins
Au niveau caractère :
- Les blancs sont aromatiques avec des notes florales ou de fruits à chair blanche.
- Les rosés sont nerveux, avec des arômes fruités et floraux.
- Les rouges sont puissants, colorés avec des arômes de fruits rouges. Certains de ces vins de Collioure gagnent à être élevés et conservés une dizaine d'années. Ils évoluent alors vers des notes plus musqués et de sous-bois.

### Type de vins et gastronomie

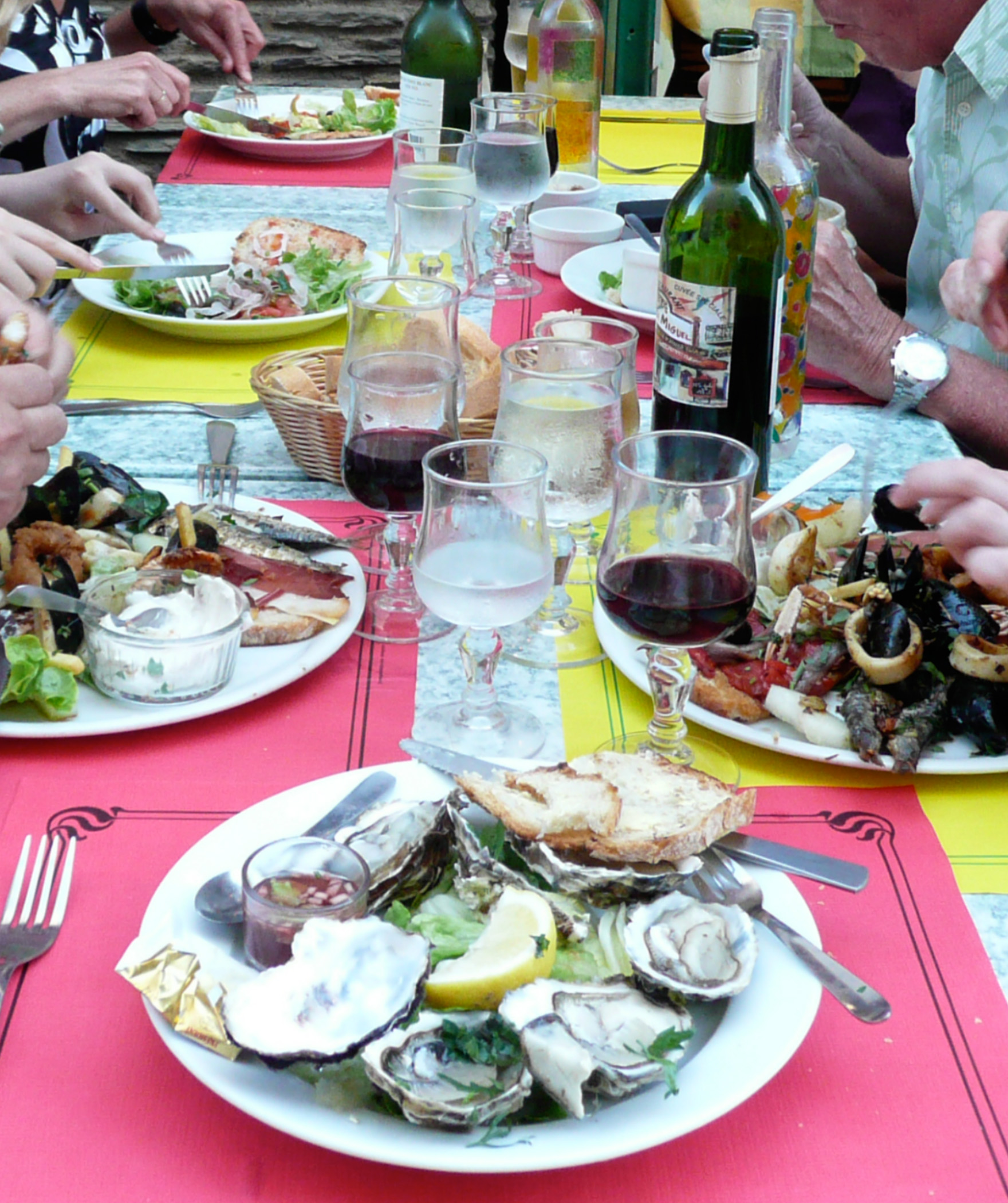
AOC Collioure et gastronomie locale

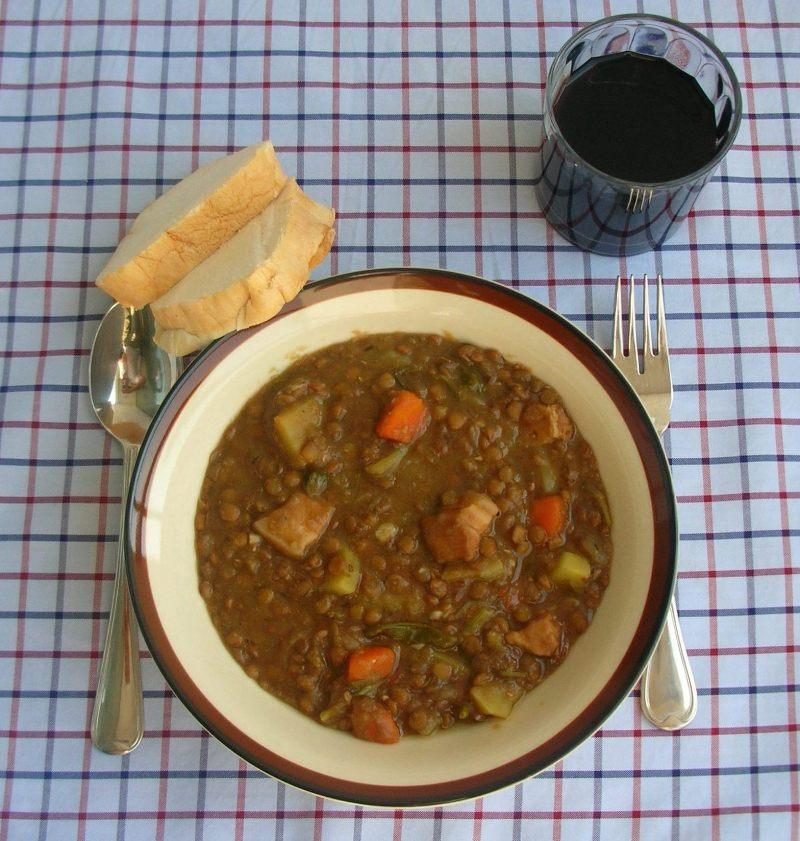
Soupe de lentilles catalane

Les vins de Collioure (rouge, rosé et blanc) se marient parfaitement à l'ensemble de la cuisine catalane. En rouge, ils se révèlent parfaits pour accompagner les viandes rouges, le gibier à poil ou à plume, les différents civets, dont la llagostada, nom catalan du civet de langouste et les daubes, en rosé, il s'accorde avec les viandes blanches, la charcuterie, les terrines, les abats et les champignons. Le vin blanc est traditionnellement dévolu aux poissons ou fruits de mer (anchois, saumon, homard, etc.) et les escargots (cargolade), il se révèle parfait sur les fromages de brebis ou de chèvre. L'AOC Collioure s'accorde aussi avec un certain nombre de mets régionaux (chili con carne, pâtes à la carbonara, tomates à la provençale, couscous, paella, tajine, thon à la provençale, etc.)